# 羅塞齊鄉
44°13′N 27°26′E / 44.217°N 27.433°E
羅塞齊鄉（羅馬尼亞語：Comuna Roseți, Călărași），是羅馬尼亞的鄉份，位於該國南部，由克勒拉希縣負責管轄，面積71平方公里，海拔高度17米，2007年人口5,976，人口密度每平方公里84人。